# Paul Nougé
Paul Nougé (13. veljače 1895., Bruxelles – 6. studenoga 1967., Bruxelles) begijski je pjesnik francuskoga izraza, osnivač i teoretičar belgijskog nadrealizma. Pisao je pjesme i eseje. Zajedno s Renéom Magritteom, jedna je od najvažnijih figura belgijskog nadrealizma.

## Biografija
Kao dijete oca Francuza i majke Belgijke, Nougé je već od ranog djetinjstva suočen s pitanjem identiteta. S vremenom se odlučuje za pripadnost Belgiji i Bruxellesu.  Nakon završene osnovne škole upisuje francusku srednju školu u Bruxellesu, a zatim studij biokemije. Od 1919. do 1953. radi u jednom biokemijskom laboratoriju. U studenom 1924. pokreće recenziju Correspondance, u suradnji s Camillom Goemansom i Marcelom Lecomteom. Riječ je o zbirci brošura izdanima na papirima u boji. Svaka brošura predstavlja parodiju velikih djela poznatih pisaca, a potpisuje ju jedan od autora časopisa. Sve do rujna 1925. objavljeno je 26 brojeva, a s obzirom na samu paradoksalnost komunikacije, mogli bismo čak reći da se radi o anti-manifestu nadrealizma.
Godine 1928. Nougé osniva časopis Distance u kojem piše katalog pjesama prodavača krzna pod naslovom «Le catalogue Samuel», uz ilustraciju Renéa Magrittea. Također, u suradnji s grupom autora (Goemans, Mesens, Lecomte, Scutenaire i Souris), napisao je predgovor njegovoj izložbi u galeriji L'Époque. U siječnju 1929. nastaje Charleroi Lecture, predavanje o glazbi koje održava uz koncert Andréa Sourisa i izložbu Renéa Magritta (objavljeno 17 godina kasnije pod naslovom La conférence de Charleroi). Iako posvećeno glazbi, Nougé u ovom djelu naglašava svoju teoriju estetike. Odbacivši ograničenja modernizma i formalizma te diktaturu politike, progovara o umjetnosti koja se oslobađa kroz transformacijsku moć jezika.
Između 1929. i 1930. stvorio je 19 fotografija objavljenih 1968. pod naslovom Subversion des images. 1931. piše predgovor izložbi povodom koje se Magritte vraća u Bruxelles. U petom broju časopisa Surréalisme Au Service de la Révolution objavljeni su isječci iz njegova djela Images défandues. 1934. surađuje na Mesensovom izdanju Documents 34 (L'action immédiate). Le Couteau dans la plaie objavljuje 1934., a dvije godine zatim i René Magritte ou la révélation objective.
Tijekom Drugog svjetskog rata mobiliziran je kao medicinski brat u Mérignacu te Biarritzu. 1941. napisao je predgovor za briselsku izložbu fotografija Raoula Ubaca L'expérience souveraine koja je nedugo nakon otvaranja zatvorena. 1944. pod pseudonimom Paul Lecharantais piše predgovor Magritteovoj izložbi koja je doživjela kritike nacističkih suradnika. 1945. sudjeluje na izložbi Surrealisme koju organizira briselska galerija Editions La Boétie.  La Conférence de Charleroi objavljuje 1946. pod nazivom Élémentaires kao predgovor Magritteovoj izložbi Le Surréalisme en Plein Soleil održanoj u Dietrichovoj galeriji. 1956. godine s Jane Graverol i Marcelom Mariënom osniva časopis Les Lèvres nues.
Umire 6. studenoga 1967. u Bruxellesu.

## Stil i djela
Nougé vjeruje da nadrealizam nije nauka, nego pristup. Ne zanima ga slava niti kreiranje vlastitog književnog identiteta, a veoma je kritičan prema Pariškim nadrealistima. Ne prihvaća ideju automatskog pisanja, jer svoje stvaranje želi temeljiti na psihologiji te povezati s misticizmom. Tijekom njegova života, Nougéova djela nisu bila značajna u Francuskoj i Belgiji. Priznanje duguje nadrealistu Marcelu Mariënu koji je nakon smrti uredio i objavio većinu njegovih djela.
Pišući brošure, otvorena pisma i teorijske eseje, Nougé progovara sažetim, britkim i zabavnim tonom. Insistirao je na upotrebi preciznih jezičnih izraza i na znanstvenom pristupu eksperimentu u jeziku.
Ovo su njegova najznačajnija djela:
- Correspondance (1924. – 1925.)
- Histoire de ne pas rire, Les Lèvres nues, Bruxelles, 1956.
- Journal (1941. – 1950.)
- L'Expérience continue, Les Lèvres nues, Bruxelles, 1966., zbirka pjesama u kojoj Nougé interpretira djela drugih autora i eksperimentira s fonetikom,
- Paul Nougé, René Magritte, Le catalogue Samuel, Bruxelles, Didier Devillez, 1996.
- La Musique est dangereuse (2001.), zbirka tekstova posvećenih glazbi i estetici.[6]